# Unión Conservadora
La Unió Conservadora va ser un grup polític espanyol fundat al voltant de 1898 amb Francisco Silvela com a figura destacada. Sorgí com a facció dissident del Partit Liberal Conservador el 1891, defensant una administració més íntegra. Després de la mort d'Antonio Cánovas del Castillo, es va convertir en una nova coalició amb un programa regeneracionista i descentralitzador. Va arribar al poder el març de 1899, però va fracassar en atraure el suport de la burgesia conservadora a causa de les impopulars mesures fiscals. A Catalunya i al País Valencià va comptar amb suports destacats com Teodor Llorente i Olivares.